# Acroneuria azunensis
Acroneuria azunensis is een steenvlieg uit de familie borstelsteenvliegen (Perlidae). De wetenschappelijke naam van de soort is voor het eerst geldig gepubliceerd in 2008 door Stark en Sivec.
Het insect heeft een spanwijdte van 21 tot 22 mm voor het mannetje en 26 tot 27 mm voor het vrouwtje. Het insect is geel met donkerbruine tekening, de vleugels zijn geelbruin. De soort komt voor in Vietnam. Er zijn vooral exemplaren gevonden in de omgeving van de rivier Azun, de wetenschappelijke naam verwijst daarnaar.